# 리키 윌슨
찰스 리처드 "리키" 윌슨 (1978년 1월 17일 ~ )은 웨스트 요크셔 주의 리즈에 있는 멘스톤과 기즐리에서 결성된 5인조 영국 밴드 카이저 치프스의 리드 싱어이다.